# Мамсуров, Хаджи-Умар Джиорович
Хаджи́-Ума́р (Хаджиумар) Джио́рович Ма́мсуров (осет. Мамсыраты Джиоры фырт Хадзы-Умар; 2 [15] сентября 1903, Ольгинское, Терская область — 5 апреля 1968, Москва) — советский военачальник, участник Гражданской войны в Испании, советско-финской войны, Великой Отечественной войны. Первый заместитель начальника ГРУ (1957—1968). Герой Советского Союза (29.05.1945). Генерал-полковник (27.04.1962).

## Молодость, гражданская война, 1920-е годы
Осетин, родился 2 (15) сентября 1903 года в селении Ольгинском (ныне — Правобережного района Северной Осетии) в крестьянской семье.
В Красной Армии с июня 1918 года. Участник Гражданской войны. Служил красноармейцем отдельного отряда при Владикавказском совете депутатов, затем в Горской сотне при штабе 11-й армии. Участвовал в ожесточенных сражениях на Северном Кавказе против войск генералов А. И. Деникина и А. Г. Шкуро. После поражения красных войск под Пятигорском и Кисловодском и при отступлении их к Астрахани в декабре 1918 года тяжело заболел тифом. Скрывался у родственников в горах, с июня 1919 года воевал в красных партизанских отрядах в Осетии, Чечне и Ингушетии. После прихода красных войск на Северный Кавказ в марте 1920 года служил проводником в 169-м и в 111-м стрелковых полках, затем — сотрудник оперативной группы Терской областной ЧК, инструктор Владикавказского окружного комитета ВКП(б) и областной ЧК. В феврале 1921 года зачислен политбойцом в особый отдел 11-й армии и участвовал в советско-грузинской войне. После её окончания в марте 1921 года направлен учиться в Москву.
В 1923 году окончил Коммунистический университет трудящихся Востока имени И. В. Сталина (Москва). В 1924 году окончил Окружную военно-политическую школу имени К. Е. Ворошилова Северо-Кавказского военного округа, оставлен в ней преподавателем. Член ВКП(б) с 1924 года. В составе сводных отрядов курсантов этой школы участвовал в подавлении бандитизма в Чечне (август-сентябрь 1925), в Дагестане (сентябрь-октябрь 1926). С мая 1927 года — помощник военкома Отдельного сводного национального кавалерийского полка Северо-Кавказского ВО, с сентября 1927 — военком отдельного Дагестанского национального кавалерийского дивизиона, с мая 1929 — военком Отдельного национального кавалерийского полка имени С. Орджоникидзе, вместе с которым в 1930 году вновь участвовал в операциях против бандитизма в Чечне.

## 1930—1940-е годы
Во время службы в этом полку в 1931 году сдал экстерном экзамен за курс военной школы, в 1932 году окончил Курсы усовершенствования политического состава при Военно-политической академии РККА имени Н. Г. Толмачева (Ленинград). После их окончания ещё год служил на прежней должности в том же полку.
С марта 1933 по февраль 1935 года командовал отдельным эскадроном и отдельным разведывательным дивизионом в 1-й стрелковой дивизии Приволжского военного округа (Казань).
В 1935 году окончил разведывательные курсы при Разведывательном управлении РККА (Москва), после их окончания служил секретарём уполномоченного в Разведупре РККА.
Под псевдонимом «полковник Ксанти» участвовал в Гражданской войне в Испании с октября 1936 по сентябрь 1937 года. Военный советник штаба республиканской армии, советник Б. Дуррути и руководитель отрядов «герильерос» (диверсантов, «14-й корпус»). Участник обороны Мадрида. В советской и российской литературе встречаются утверждения о том, что Мамсуров послужил прототипом одного из героев романа Э. Хемингуэя «По ком звонит колокол»: Илья Эренбург полагал, что «многое из того, что Хемингуэй рассказал в романе „По ком звонит колокол“ о действиях партизан, он взял со слов Хаджи», а Роман Кармен утверждал, что «два вечера Эрнест Хемингуэй просидел с ним в отеле „Флорида“ и впоследствии сделал смелого Хаджи прообразом одного из героев романа». Однако биограф Мамсурова М. Болтунов отмечает, что «Хемингуэй наделил чертами Хаджи Мамсурова многих героев своего романа», но о прямом его изображении в книге речь не идёт.
В апреле 1938 года назначен начальником спецотделения «А» Разведупра РККА, с мая 1939 года — начальник спецотдела в 5-м Управлении РККА.
Участвовал в советско-финской войне 1939—1940 годов, будучи откомандирован на фронт на должность начальника оперативной группы Разведывательного управления при штабе Северо-Западного фронта. В январе 1940 года назначен командиром отдельной лыжной бригады, сформированной из ленинградских спортсменов. Провёл несколько рейдов по тылам финских войск. После войны вернулся на прежнюю должность, в сентябре 1940 года направлен на учёбу и в мае 1941 года окончил Курсы усовершенствования командного состава при Военной академии РККА имени М. В. Фрунзе.

## Великая Отечественная война
С июня 1941 года — на фронтах Великой Отечественной войны. С 24 июня находился в распоряжении Маршала Советского Союза К. Е. Ворошилова, вместе с которым был направлен на Западный фронт. Там майор Мамсуров 4 июля 1941 года по приказу Сталина арестовал командующего Западным фронтом генерала армии Д. Г. Павлова и 8 июля доставил его в Москву. Через несколько дней также вместе с Ворошиловым убыл в Ленинград, где был зачислен в распоряжение Военного совета Северо-Западного фронта (затем Северного фронта) и занимался вопросами организации партизанского движения в немецком тылу. С августа 1941 года временно исполнял должность командира 311-й стрелковой дивизии 48-й армии после снятия с должности её командира И. С. Гогунова.
С октября 1941 года — начальник разведывательного отдела Резервного фронта, после его расформирования с ноября — в Москве, начальник особой оперативной группы Главного разведывательного управления Генерального штаба РККА.
В январе 1942 года по личной просьбе направлен в войска и назначен командиром 114-й кавалерийской дивизии, формировавшейся в Северо-Кавказском военном округе (Грозный). С мая 1942 года — заместитель командира 7-го кавалерийского корпуса на Брянском фронте. С августа 1942 года — помощник начальника и начальник оперативного отдела Центрального штаба партизанского движения в Москве. С января 1943 года — заместитель начальника 2-го управления Главного разведывательного управления.
С марта 1943 года — вновь на фронте, где до конца войны командовал 2-й гвардейской Крымской кавалерийской дивизией (1-й гвардейский кавалерийский корпус). Воевал во главе дивизии на Юго-Западном фронте, с сентября 1943 — на Воронежском фронте, с октября 1943 — на 1-м Украинском фронте. Участвовал в битве за Днепр (Киевская наступательная и Киевская оборонительная операции), в Житомирско-Бердичевской, Ровно-Луцкой, Проскуровско-Черновицкой, Львовско-Сандомирской, Восточно-Карпатской, Висло-Одерской, Нижне-Силезской наступательных операциях. Дивизия под его командованием считалась одним из лучших кавалерийских соединений РККА, получила множество наград.
Командир 2-й гвардейской Крымской кавалерийской дивизией (1-й гвардейский кавалерийский корпус) гвардии генерал-майор Мамсуров особенно отличился в Берлинской операции. С вводом в бой в середине апреля 1945 года на Дрезденском направлении дивизия умелыми действиями в тылу противника нанесла ему большой урон и освободила два гитлеровских концентрационных лагеря (около 16 тысяч человек). 22 апреля дивизия вышла к реке Эльба и форсировала её у города Мейсен.
Указом Президиума Верховного Совета СССР от 29 мая 1945 года за образцовое выполнение боевых заданий командования на фронте борьбы с немецкими захватчиками и проявленные при этом отвагу и геройство, гвардии генерал-майору Хаджи-Умару Джиоровичу Мамсурову присвоено звание Героя Советского Союза с вручением ордена Ленина и медали «Золотая Звезда».
Военным Советом 1-го Украинского фронта он был назначен командиром батальона в сводном полку фронта, с которым 24 июня 1945 года участвовал в Параде Победы.
Генерал-майор (13.11.1943).

## После войны
После войны продолжал службу в армии, командуя той же дивизией. С августа 1946 по март 1947 года — командир 3-й отдельной гвардейской Евпаторийской стрелковой бригады Московского военного округа в Брянске. Затем был направлен на учёбу.
В 1948 году окончил Высшую военную академию имени К. Е. Ворошилова. С декабря 1948 года — командир 27-й механизированной дивизии 38-й армии Прикарпатского военного округа. С февраля 1951 года — командир 27-го стрелкового корпуса 13-й армии Прикарпатского ВО. С июня 1955 по июль 1957 года — командующий 38-й армией Прикарпатского ВО. В октябре-ноябре 1956 года во главе армии участвовал в подавлении восстания в Венгрии, её войска были введены на венгерскую территорию и заняли восточные районы страны. Гвардии генерал-лейтенант (3.08.1953).
С октября 1957 по 1968 год — начальник Центра особого назначения, одновременно с октября этого года — первый заместитель начальника ГРУ Генштаба Вооружённых Сил. С именем генерала Мамсурова связана внезапная отставка Г. К. Жукова с поста министра обороны в 1957 году. Согласно выступлению М. А. Суслова на пленуме ЦК КПСС 28 октября 1957 года:

Недавно Президиум ЦК узнал о том, что товарищ Жуков без ведома ЦК принял решение организовать школу диверсантов в две с лишним тысячи слушателей… О её организации должны были знать только три человека: Жуков, Штеменко и генерал Мамсуров, который был назначен начальником этой школы. Но генерал Мамсуров как коммунист счел своим долгом информировать ЦК об этом незаконном действии министра.

Эта версия событий оспаривается рядом специалистов — например, журналистом Л. Млечиным, полагающим, что «генерал всего лишь обратился в отдел административных органов ЦК КПСС с резонным вопросом, почему так долго его не утверждают в должности», однако те сотрудники, с которыми он имел дело, были не осведомлены о планах Жукова, а высшее руководство просто воспользовалось этой ситуацией как поводом для удаления маршала.
Похоронен в Москве на Новодевичьем кладбище.

## Награды
- Герой Советского Союза (29.05.1945),
- три ордена Ленина (03.01.1937, 29.05.1945, 05.11.1946),
- пять орденов Красного Знамени (21.06.1937, 21.05.1940, 03.11.1944, 20.06.1949, 22.02.1968),
- орден Кутузова I степени (18.12.1956),
- орден Суворова II степени (13.11.1943),
- орден Отечественной войны I степени (20.09.1944),
- медали СССР[6],
- иностранные ордена и медали.

## Память
- Мамсурову посвящёны документальные фильмы «У времени в стременах» (реж. Александр Берлин, 2003) и «Полковник Ксанти» (реж. Заур Цогоев, 2024).
- Его именем названы улицы во Владикавказе, Грозном, Беслане, Луцке, Цхинвале.
- В селении Ольгинском Правобережного района Северной Осетии, где родился и вырос Мамсуров, открыт мемориальный дом-музей. Там же, во дворе средней школы, установлен памятник.
- О Мамсурове сложена осетинская героическая песня: музыка Дудара Хаханова, слова Гиго Цагараева.
- В 2015 году Мамсурову в Испании открыт памятник в пригороде Мадрида (скульптор Заурбек Дзанагов, архитектор Заурбек Бугулов)[7].
- В 2015 году средней школе № 42 во Владикавказе присвоено имя Хаджи-Умара Джиоровича Мамсурова.
- 19 мая 2017 года памятник Мамсурову открыт в Аджимушкае (скульптор С. Т. Тавасиев, архитектор С. Дзантиев)[8].
- В 2013 году по адресу Новинский бульвар, д. 18. стр. 1, где он жил в 1958—1968 гг., была открыта памятная доска.